# Witonia (stacja kolejowa)
Witonia – stacja kolejowa w Witoni, w województwie łódzkim, w Polsce.

## Ruch pasażerski[1]
| Rok  | Wymiana pasażerska na dobę |
| ---- | -------------------------- |
| 2017 | 50-99                      |
| 2018 | 50-99                      |
| 2019 | 100-149                    |
| 2020 | 50-99                      |
| 2021 | 20-49                      |
| 2022 | 50-99                      |
| 2023 | 100-149                    |

## Połączenia
Ze stacji w Witoni podróżni mogą wsiąść do pociągów spółki Łódzka Kolej Aglomeracyjna w kierunku Łodzi, Kutna, a spółki POLREGIO w kierunku Łodzi, Kutna, Włocławka i Torunia.. Najwięcej połączeń realizowanych jest do Kutna oraz Łodzi. 
- Kutno
- Łódź Kaliska
- Łódź Żabieniec
- Ozorków
- Zgierz
- Włocławek
- Toruń Główny
- Toruń Wschodni